# Lars Billengren
Lars Åke Bjerne Billengren, född 16 november 1931 i Tidaholms församling i dåvarande Skaraborgs län, död 23 mars 2020 i  Stockholm, var en svensk operasångare.
Lars Billengren genomgick Musikaliska Akademiens solist- och operaklasser 1952–1958, blev solist vid Kungliga teatern 1958, Stora teatern i Göteborg 1960 och kom till Riksteatern-Svenska teatern 1965.
Han debuterade som Don José i Carmen Aarhus 1957, hade titelrollerna Andrea Chenier och Tannhäuser, Mats i Kronbruden, Alfredo i La Traviata, Len-skij i Eugen Onegin, greve Almaviva i Barberaren i Sevilla, Ferrando i Cosi fan Tutte, Belmonte i Enleveringen ur Seraljen, Paris i Sköna Helena och Simon i Tiggarstudenten. Han var medlem av Teaterorden TSO.
Han var 1956–1965 gift med Ingrid Eriksson (1936–1994) och fick sonen Klas 1956 och dottern Anna-Clara 1959. Han var sedan sambo med sin ackompanjatör, pianisten Agnes Gaál ogift Fredirich (1936–1979) från Ungern.